# Augustin Sagna
Pour les articles homonymes, voir Sagna.
Augustin Sagna, né le 10 juin 1920 à Bignona et mort le 12 décembre 2012 à Ziguinchor, est un prélat catholique sénégalais, évêque de Ziguinchor.

## Biographie
Augustin Sagna est ordonné prêtre en 1950. En 1966, il est nommé évêque de Ziguinchor. Mgr Sagna prend sa retraite en 1995.